# А'Студіо
А'Студіо — казахстансько-російський музичний поп-гурт.
Склад гурту неодноразово змінювався. Гурт створив казахський композитор та диригент Таскин Окапов. До розпуску Радянського Союзу гурт акомпанував примадонні казахської естради, дружині Окапова, — Розі Римбаєвій.
Зараз у колективі троє осіб: Байгалі Серкебаєв, Володимир Міклошич, та Кеті Топурія (солістка). Також з гуртом тісно співпрацюють Євген Дальський (ударник) та Сергій Кумін (гітарист).

## Історія
З моменту створення гурту у нього була назва «Алма-Ата», потім «Алма-Ата-студио» але після вступу колектива в «Театр пісні» А. Б. Пугачової, назва скоротилася до всім знайомого «А'Студио».
До 2000 року вокалістом та обличчям гурту був Батирхан Шукенов. Після нього в гурті співають тільки дівчата — спочатку Поліна Гриффіс, зараз Кеті Топурія. Протягом усього свого існування гурт плідно співпрацює з казахстанським композитором Єркешом Шакеєвим, у числі хітів А'Студіо його пісня «Нелюбимая».
2 серпня 2006 року гітарист Баглан Садвакасов, котрий до цього часу був у складі гурту протягом 17 років, трагічно гине в автокатастрофі у Москві.
18 листопада 2007 року, з нагоди 20-річчя А'Студіо в Кремлівському палаці у Москві відбувся ювілейний сольний концерт гурту.
Ще один ювілейний концерт у Кремлі відбувся у 2012 році, з нагоди срібного ювілею гурту.

## Склад

### Чинний склад
- Байгалі Серкебаєв — клавішні (1987—дотепер)
- Володимир Міклошич — бас-гітара (1987—дотепер)
- Кеті Топурія — вокал (2005—дотепер)

### Колишні учасники
- Наджиб Вільданов — вокал, орган (1987—1989), ударні (1989—1990)
- Батирхан Шукенов — вокал, саксофон (1987—2000)†
- Булат Сиздиков — гітара (1987—1989)
- Баглан Садвакасов — гітара (1989—2006)†, виконувач обов'язків соліста (2004—2005)
- Поліна Гриффіс — вокал (2001—2004)
- Тамерлан Садвакасов — гітара (2006—2007)
- Федір Досумов — гітара (2007—2013)

### Сесійні музиканти
- Ігор Луців — ударні (1991—1992)
- Ігор Джавад-заде — ударні (1995—1999)
- Себастьян Штудницький — труба (1997—2004)
- Євген Дальський — ударні (2006—дотепер)
- Сергій Кумін — гітара (2007—дотепер)

## Дискографія

### Студійні альбоми
- «Путь без остановок» — 1988, фірма «Мелодия»
- «Джулия» — 1991, «Русский Диск»
- «Солдат любви» — 1994, Союз Рекордз
- «Нелюбимая» — 1996, Союз Рекордз
- «Грешная страсть» — 1998, «ОРТ-Рекордз»
- «Такие дела» — 2001, NOX Music
- «Улетаю» — 2005, Veter Entertainment
- «905» — 2007, Veter Entertainment
- «Волны» — 2010, Real Records

### Концертні альбоми
- «A'STUDIO LIVE» — 1995, студія «Союз»

### Збірки
- «A'СТУДИО» — 1993, Jeff Records
- «The Best» — 1997, Союз Рекордз
- «ХХ» — 2007, Veter Entertainment
- DVD «Total» — 2007, Veter Entertainment
- MP3 «Total» — 2007, Veter Entertainment

### Сингли
- «S.O.S.» — 2001, NOX Music

## Відеокліпи
- Джулия (1990)  [Архівовано 3 липня 2013 у Wayback Machine.]
- Птица свободы (1991)
- Сезон дождей (1991)
- Опустевший пляж (1991)
- Был мой сон (1991)
- Белая река (1991)
- Остров надежды (1992, за участю Володимира Преснякова-молодшого, Сергія Челобанова та Алли Пугачової)
- Солдат любви (1992)
- Стоп, ночь (1993)
- Эти тёплые летние дни (1994)
- Нелюбимая (1996)
- Грешная страсть (1998)
- Снег в пустыне (1998)
- Заложница любви (1999)
- Такие дела (2001)
- S.O.S. (2001)
- Помни это (2002)
- Ночь-подруга (2004)
- Ты (2004)
- Улетаю (2005)
- Ещё люблю (2006)
- Бегу к тебе (2007)
- Ангел (2007)
- Сердцем к сердцу (2008, за участю Отпетых мошенников)
- Также как все (2009)
- Гимнастика (2010, за участю Леоніда Руденка)
- Fashion Girl (2010)
- Просто прощай (2012)
- Папа, мама (2013, за участю Ігора Крутого)
- Falling For You (2014, за участю Томаса Невергріна)
- Вот она, любовь (2015)